# Ligue des nations masculine de volley-ball 2022
Navigation
2021 2023
La 4e édition de la Ligue des nations masculine de volley-ball se déroule du 7 juin au 10 juillet 2022, pour la phase préliminaire et du 20 juillet au 24 juillet 2022 pour la phase finale.

## Format de la compétition

### Tour préliminaire
Les 16 équipes — à savoir les 10 équipes « récurrentes » (Allemagne, Argentine, Brésil, États-Unis, France, Iran, Italie, Japon, Pologne et Serbie), ainsi que les 6 équipes « challengers » (Australie, Bulgarie, Canada, Chine, Pays-Bas et Slovénie) — participent à une phase de groupes. Durant le tournoi de 2022, le format de compétition change. Ce nouveau format verra s'affronter 16 équipes dans des poules de 8 équipes durant la première phase. Chaque équipe jouera 12 matchs durant cette étape. Huit équipes vont ensuite s'affronter pendant la phase finale.
La relégation ne prend en compte que les équipes « challengers ». La dernière équipe de challenger classée sera reléguée et participera à la Challenger Cup. Le vainqueur de la Coupe Challenger se qualifiera pour la prochaine édition de la Ligue des Nations en tant qu'équipe challenger.

### Phase finale
La phase finale verra s'affronter les 7 meilleures équipes ainsi que l'Italie qui accède directement aux phases finales en tant qu'organisateur.
Cette phase est constituée de 8 matchs : 4 quarts de finale, 2 demi-finales, petite et grande finales.
Pour les quarts de finale, l'équipe classée 1ère affrontera celle classée 8ème, la 2nde affrontera la 7ème, la 3ème jouera contre la 6ème et la 4ème sera opposée à la 5ème. L'équipe du pays hôte sera classée en première position si elle termine dans les 8 premières places. Si ce n'est pas le cas, elle sera classée 8ème.

## Salles

### Tour préliminaire
| Poule 1                 | Poule 2                           | Poule 3                  |
| Brasília, Brésil        | Ottawa, Canada                    | Quezon City, Philippines |
| ----------------------- | --------------------------------- | ------------------------ |
| Nilson Nelson Gymnasium | TD Place Arena                    | Araneta Coliseum         |
| Capacité: 11,105        | Capacité: 9,500                   | Capacité: 16,035         |
|                         |                                   |                          |
| Poule 4                 | Poule 5                           | Poule 6                  |
| Sofia, Bulgarie         | Osaka, Japon                      | Gdańsk, Pologne          |
| Armeets Arena           | Osaka Municipal Central Gymnasium | Ergo Arena               |
| Capacité: 15,373        | Capacité: 10,000                  | Capacité: 11,409         |
|                         |                                   |                          |

### Phase finale
| Tous les matches |
| ---------------- |
| Bologne, Italie  |
| Unipol Arena     |
| Capacité: 11,000 |
|                  |

## Composition des poules
La composition des poules a été officialisée le 7 décembre 2021.
| Semaine 1                                                      | Semaine 1                                                        | Semaine 2                                                       | Semaine 2                                                       | Semaine 3                                                           | Semaine 3                                                   |
| Poule 1 Brésil                                                 | Poule 2 Canada                                                   | Poule 3 Philippines                                             | Poule 4 Bulgarie                                                | Poule 5 Japon                                                       | Poule 6 Pologne                                             |
| -------------------------------------------------------------- | ---------------------------------------------------------------- | --------------------------------------------------------------- | --------------------------------------------------------------- | ------------------------------------------------------------------- | ----------------------------------------------------------- |
| Brésil Australie Chine Iran Japon Pays-Bas Slovénie États-Unis | Bulgarie Canada Argentine France Allemagne Italie Pologne Serbie | Chine Japon Argentine France Allemagne Italie Pays-Bas Slovénie | Australie Brésil Bulgarie Canada Iran Pologne Serbie États-Unis | Japon Australie Argentine Brésil Canada France Allemagne États-Unis | Pologne Bulgarie Chine Iran Italie Pays-Bas Serbie Slovénie |

## Classement

### Critères de départage
Le classement général se fait de la façon suivante :
1. plus grand nombre de victoires ;
2. plus grand nombre de points ;
3. plus grand ratio de sets pour/contre ;
4. plus grand ratio de points pour/contre ;
5. Résultat de la confrontation directe ;
6. si, après l’application des critères 1 à 5, plusieurs équipes sont toujours à égalité, les critères 1 à 5 sont à nouveau appliqués exclusivement aux matches entre les équipes concernées afin de déterminer leur classement final.

### Légende du classement
Rappel – Une équipe marque :
- 3 points pour une victoire sans tie-break (colonne G) ;
- 2 points pour une victoire au tie-break (Gt) ;
- 1 point pour une défaite au tie-break (Pt) ;
- 0 point pour une défaite sans tie-break (P) ;

### Tour préliminaire
Source : FIVB
| #  | Équipe     | Pts | J  | G  | Gt | Pt | P  | Sp | Sc | Ratio | Pp   | Pc   | Ratio |
| 1  | Italie     | 31  | 12 | 10 | 0  | 1  | 1  | 32 | 9  | 3.556 | 986  | 872  | 1.131 |
| 2  | Pologne    | 31  | 12 | 10 | 0  | 1  | 1  | 33 | 10 | 3.3   | 1031 | 898  | 1.148 |
| 3  | États-Unis | 27  | 12 | 7  | 3  | 0  | 2  | 31 | 16 | 1.938 | 1102 | 975  | 1.13  |
| 4  | France     | 28  | 12 | 9  | 0  | 1  | 2  | 31 | 11 | 2.818 | 994  | 826  | 1.203 |
| 5  | Japon      | 27  | 12 | 8  | 1  | 1  | 2  | 29 | 18 | 1.611 | 1092 | 997  | 1.095 |
| 6  | Brésil     | 24  | 12 | 8  | 0  | 0  | 4  | 26 | 14 | 1.857 | 960  | 881  | 1.09  |
| 7  | Iran       | 20  | 12 | 6  | 1  | 0  | 5  | 22 | 19 | 1.158 | 961  | 923  | 1.041 |
| 8  | Pays-Bas   | 17  | 12 | 5  | 1  | 0  | 6  | 20 | 21 | 0.952 | 915  | 932  | 0.982 |
| 9  | Argentine  | 18  | 12 | 5  | 0  | 3  | 4  | 24 | 26 | 0.923 | 1110 | 1117 | 0.994 |
| 10 | Slovénie   | 15  | 12 | 5  | 0  | 0  | 7  | 18 | 24 | 0.75  | 917  | 963  | 0.952 |
| 11 | Serbie     | 14  | 12 | 3  | 2  | 1  | 6  | 19 | 27 | 0.704 | 1010 | 1043 | 0.968 |
| 12 | Allemagne  | 10  | 12 | 2  | 2  | 0  | 8  | 18 | 29 | 0.621 | 969  | 1103 | 0.879 |
| 13 | Chine      | 9   | 12 | 3  | 0  | 0  | 9  | 14 | 28 | 0.5   | 840  | 951  | 0.883 |
| 14 | Bulgarie   | 9   | 12 | 2  | 0  | 3  | 7  | 16 | 31 | 0.516 | 990  | 1087 | 0.911 |
| 15 | Canada     | 6   | 12 | 1  | 1  | 1  | 9  | 10 | 33 | 0.303 | 887  | 1022 | 0.868 |
| 16 | Australie  | 2   | 12 | 0  | 1  | 0  | 11 | 8  | 35 | 0.229 | 858  | 1032 | 0.831 |

## Tour préliminaire
Source : FIVB
Tous les horaires sont en heure locale.

## Phase finale
- Lieu:  Unipol Arena, Bologne, Italie
- Fuseau horaire: UTC+01:00

|  | Quarts de finale   | Quarts de finale   |                    |                    | Demi-finales           | Demi-finales           |   |  | Finale             | Finale             |
|  | Quarts de finale   | Quarts de finale   |                    |                    | Demi-finales           | Demi-finales           |   |  | Finale             | Finale             |
|  |                    |                    |                    |                    |                        |                        |   |  |                    |                    |
|  | 20/07/2022 à 18:00 | 20/07/2022 à 18:00 |                    |                    | 23/07/2022 à 18:00     | 23/07/2022 à 18:00     |   |  | 24/07/2022 à 21:00 | 24/07/2022 à 21:00 |
|  | 20/07/2022 à 18:00 | 20/07/2022 à 18:00 |                    |                    | 23/07/2022 à 18:00     | 23/07/2022 à 18:00     |   |  | 24/07/2022 à 21:00 | 24/07/2022 à 21:00 |
|  | États-Unis         | 3                  |                    |                    | 23/07/2022 à 18:00     | 23/07/2022 à 18:00     |   |  | 24/07/2022 à 21:00 | 24/07/2022 à 21:00 |
|  | États-Unis         | 3                  |                    |                    | 23/07/2022 à 18:00     | 23/07/2022 à 18:00     |   |  | 24/07/2022 à 21:00 | 24/07/2022 à 21:00 |
|  | Brésil             | 1                  |                    |                    | 23/07/2022 à 18:00     | 23/07/2022 à 18:00     |   |  | 24/07/2022 à 21:00 | 24/07/2022 à 21:00 |
|  | Brésil             | 1                  | États-Unis         | 3                  |                        |                        |   |  | 24/07/2022 à 21:00 | 24/07/2022 à 21:00 |
|  | 21/07/2022 à 21:00 |                    | États-Unis         | 3                  |                        |                        |   |  | 24/07/2022 à 21:00 | 24/07/2022 à 21:00 |
|  |                    | Pologne            | 0                  |                    |                        |                        |   |  | 24/07/2022 à 21:00 | 24/07/2022 à 21:00 |
|  | Pologne            | Pologne            | 0                  | 3                  |                        |                        |   |  | 24/07/2022 à 21:00 | 24/07/2022 à 21:00 |
|  | Pologne            |                    |                    | 3                  |                        |                        |   |  | 24/07/2022 à 21:00 | 24/07/2022 à 21:00 |
|  | Iran               | 2                  |                    |                    |                        |                        |   |  | 24/07/2022 à 21:00 | 24/07/2022 à 21:00 |
|  | Iran               | 2                  | États-Unis         | 2                  |                        |                        |   |  |                    |                    |
|  | 21/07/2022 à 18:00 |                    | États-Unis         | 2                  |                        |                        |   |  |                    |                    |
|  |                    | France             | 3                  |                    |                        |                        |   |  |                    |                    |
|  | France             | France             | 3                  | 3                  |                        |                        |   |  |                    |                    |
|  | France             | 23/07/2022 à 21:00 |                    | 3                  |                        |                        |   |  |                    |                    |
|  | Japon              | 0                  |                    |                    |                        |                        |   |  |                    |                    |
|  | Japon              | 0                  | France             | 3                  |                        |                        |   |  |                    |                    |
|  | 20/07/2022 à 21:00 | 20/07/2022 à 21:00 | France             | 3                  | Match pour la 3e place | Match pour la 3e place |   |  |                    |                    |
|  | 20/07/2022 à 21:00 | 20/07/2022 à 21:00 |                    | Italie             | Match pour la 3e place | Match pour la 3e place | 0 |  |                    |                    |
|  | Italie             | 3                  | 24/07/2022 à 18:00 | 24/07/2022 à 18:00 |                        |                        | 0 |  |                    |                    |
|  | Italie             | 3                  | 24/07/2022 à 18:00 | 24/07/2022 à 18:00 |                        |                        |   |  |                    |                    |
|  | Pays-Bas           | 1                  |                    | Pologne            | 3                      |                        |   |  |                    |                    |
|  | Pays-Bas           | 1                  |                    | Pologne            | 3                      |                        |   |  |                    |                    |
|  |                    |                    |                    |                    |                        |                        |   |  | Italie             | 0                  |
|  |                    |                    |                    |                    |                        |                        |   |  | Italie             | 0                  |

## Classement final
| Place              | Équipe     |
| ------------------ | ---------- |
| Médaille d'or      | France     |
| Médaille d'argent  | États-Unis |
| Médaille de bronze | Pologne    |
| 4                  | Italie     |
| 5                  | Iran       |
| 6                  | Japon      |
| 7                  | Pays-Bas   |
| 8                  | Brésil     |
| 9                  | Argentine  |
| 10                 | Slovénie   |
| 11                 | Serbie     |
| 12                 | Allemagne  |
| 13                 | Chine      |
| 14                 | Bulgarie   |
| 15                 | Canada     |
| 16                 | Australie  |

## Récompenses
- MVP : Earvin Ngapeth
- Meilleur passeur : Micah Christenson
- Meilleurs réceptionneurs-attaquants : Trévor Clévenot  et Earvin Ngapeth
- Meilleurs centraux : Mateusz Bieniek  et David Smith
- Meilleur attaquant : Jean Patry
- Meilleur libero : Jenia Grebennikov